# Porachunki (film 2013)
Porachunki (ang. The Family, znany również jako Malavita) – francusko-amerykańska komedia kryminalna z 2013 roku w reżyserii Luca Bessona. Film został wyprodukowany przez francuskie studio EuropaCorp i amerykańskie studio Relativity Media. Scenariusz powstał na podstawie powieści Tonino Benacquisty pt. Malavita (przetłumaczony po angielsku jako Badfellas w 2010 roku).
Premiera filmu odbyła się 13 września 2013 roku w Stanach Zjednoczonych oraz 23 października we Francji. W Polsce premiera filmu odbyła się 27 grudnia 2013 roku.

## Fabuła
Fred Blake (Robert De Niro) z żoną Maggie (Michelle Pfeiffer) i dwojgiem dzieci wprowadza się do miasteczka na północy Francji. Opowiada sąsiadom, że przyjechał do Normandii, by spisać historię lądowania aliantów podczas II wojny światowej. Jednak Blake'owie nie są przeciętną rodziną. Naprawdę Fred to mafioso Giovanni Manzoni, który przed sądem pogrążył swojego szefa i – pod opieką agenta FBI, Roberta Stansfielda (Tommy Lee Jones) – został objęty programem ochrony świadków. Pewnego dnia dawni kumple odkrywają, gdzie Giovanni teraz mieszka.

## Obsada
- Robert De Niro – Fred Blake/Giovanni Manzoni
- Michelle Pfeiffer – Maggie Blake
- Tommy Lee Jones – agent FBI Robert Stansfield
- Dianna Agron – Belle Blake
- John D'Leo – Warren Blake
- Jimmy Palumbo – Di Cicco
- Domenick Lombardozzi[3] – Caputo
- Stan Carp – Don Luchese
- Vincent Pastore – Gruby Willy
- Jon Freda – Rocco
- Michael J. Panichelli Jr. – Robak Billy
- Paul Borghese – Albert
- Anthony Desio – Bernie
- Ted Arcidi – Tommy
- David Belle – Mezzo

## Produkcja
Zdjęcia kręcono w Normandii (Gacé, Le Sap, L'Aigle w departamencie Orne) oraz w Nowym Jorku.